# Marketingkooperation
Marketingkooperationen bezeichnen die Zusammenarbeit mindestens zweier Organisationen auf der Wertschöpfungsstufe des Marketing mit dem Ziel, durch die Bündelung spezifischer Kompetenzen und/oder Ressourcen Marktpotenziale auszuschöpfen.
Marketingkooperationen machen immer dann Sinn, wenn sich die unterschiedlichen Marketingziele zweier Unternehmen in einer konkreten Leistung/Maßnahme für den Endkunden in Einklang bringen lassen. Entscheidend ist, dass durch die Kooperation eine Win-Win-Situation hergestellt wird, mit klarem Nutzen für den Endkunden und beide Partner.
Marketingkooperationen erweitern dadurch die Perspektive des Marketing: Während es beim Marketing im Allgemeinen um die optimale Gestaltung der Beziehungen zwischen einem Unternehmen und seinen bestehenden sowie potenziellen Kunden geht, werden bei Marketingkooperationen die Marketingaktivitäten daraufhin überprüft, inwiefern sich durch die Einbindung eines Partners die Beziehungen zwischen Unternehmen und Kunden verbessern lassen.
Im selben Zusammenhang werden unter anderem auch die folgenden Begriffe verwendet: Marketing-Allianz, Co-Marketing, Kooperationsmarketing und Cross-Marketing bzw. speziell auf Marken bezogen Markenallianzen.

## Bedeutung
Die Bedeutung von Kooperationen hat in den vergangenen Jahren deutlich zugenommen: Unternehmen erkennen hierin einen Ansatz zur Realisierung von Wachstumspotenzialen, die sie aufgrund fehlender Kompetenzen alleine nicht realisieren können. Im Zuge der großen Mergers & Acquisitions-Welle gegen Ende der neunziger Jahre wurde deutlich, dass Kooperationen (insbesondere auf der Wertschöpfungsstufe des Marketing) häufig den weitaus flexibleren und kurzfristig wirkungsvolleren Ansatz für gemeinsames Wachstum darstellen als Unternehmenszusammenschlüsse bzw. -käufe.
Studien zeigen, dass Unternehmen auch weiterhin von einer steigenden Bedeutung von Marketingkooperationen ausgehen – auch in Zeiten der Finanz- und Wirtschaftskrise.

## Ziele
Im Wesentlichen lassen sich vier Ziele von Marketingkooperationen unterscheiden:
- Aufbau bzw. Stärkung von Marke/Image durch gemeinsame Kommunikationsmaßnahmen
- Zugang zu neuen Märkten/Kunden durch Direktansprache der Kunden des Partners oder Nutzung der Distributionspunkte des Partners
- Steigerung der Kundenbindung durch Ansprache der eigenen Kunden mit Mehrwert-Angeboten des Partners
- Senkung von Marketingkosten durch Bündelung von Marketingmaßnahmen.

Diese Ziele werden manchmal einzeln, in vielen Fällen jedoch in einer Kombination verfolgt.

## Erscheinungsformen
Marketingkooperationen treten in den unterschiedlichsten Facetten auf, so zum Beispiel in Form von:
- Gemeinsame Produktentwicklung/„Co-Branding“
- Gemeinsame Kommunikation/„Co-Advertising“
- Gemeinsame Vermarktungsmaßnahmen/„Co-Promotion“
- Produktbündelungen
- Sponsoring
- Branded Entertainment
- Produktplatzierung
- Vertriebspartnerschaften
- Lizenzierung
- Local Branding

## Beispiele
- Unilevers Speiseeismarke Langnese Cremissimo kooperiert mit bekannten Lebensmittelmarken (z. B. Milka, Toblerone, Batida de Coco), um sich gegenüber Wettbewerbern zu behaupten und schneller auf neue Trends reagieren zu können. Eine erfolgreiche Strategie, wie das Beispiel „Milka Cremissimo“ zeigt. Es war einen Monat nach Kampagnenstart das meistverkaufte Eis im Lebensmittelhandel in Deutschland.[3][4]
- Der südkoreanische Elektronik-Hersteller LG Electronics hat sich mit der Luxusmarke Prada zusammengetan, um mit einem unter der Marke Prada vermarkteten Produkt besser den Markt der Premium-Mobilfunkgeräte bedienen zu können. Aus der Zusammenarbeit entstand das „PRADA phone by LG 3.0“, das auch von beiden Partnern gemeinsam vermarktet wird.[5]
- Eine europaweite Partnerschaft mit Schwerpunkt Kommunikation schlossen Opel und Mango rund um die Tigra TwinTop-Kampagne „Every street is a catwalk“. Die Kooperation umfasst gemeinsame Marketingkommunikation, Veranstaltungen/PR-Aktivitäten und Promotionmaßnahmen.[6]
- Im Rahmen einer langfristigen Partnerschaft entwickeln die beiden US-amerikanischen Unternehmen Apple und Nike Produkte unter dem Label Nike+iPod und vermarkten diese gemeinsam. Das „Nike + iPod Sport Kit“ schafft eine Verbindung zwischen der Nike+ Kollektion und Apples MP3-Player iPod nano, über die Zeit, Strecke, Energieumsatz und Geschwindigkeit auf den Player übertragen werden können.[7]
- 25 Markenhersteller der PBS-Industrie (3M, Acco, Avery Zweckform, BIC, Brother, Dahle, Durable, Dymo, edding, Elba, Exacompta Clairefontaine, Faber-Castell, Herma, HSM, Leitz, Magnetoplan, Maul, Mondi, Oxford, Pelikan, Pritt, Sigel, Staedtler, tesa, Uhu) kooperierten bis 2020[8] in Deutschland und Österreich unter dem Namen Office Gold Club. Unter diesem gemeinsamen Dach sprachen sie mit unterschiedlichen Kommunikationsmaßnahmen (Roadshows, PR, Mailings) den gewerblichen Einkauf für Bürobedarf an.[9][10]